# Mats Lind
Mats Lind, född 23 oktober 1945, är en svensk seglare.
Mats Lind seglade IC-kanot för Standlidens BK. Vid världsmästerskapen 1975 tog Mats Lind bronsmedaljen. 
Lind tog silvermedalj vid svenska mästerskapen i IC-kanot 1975, fick bronsmedalj vid SM 1979 samt tog femteplatsen vid SM 1972, 1974 och 1980.